# Portage Lake
Portage Lake és una població dels Estats Units a l'estat de Maine (EUA). Segons el cens del 2000 tenia 390 habitants.

## Demografia
Segons el cens del 2000, Portage Lake tenia 390 habitants, 183 habitatges, i 116 famílies. La densitat de població era de 4,9 habitants/km².
Dels 183 habitatges en un 17,5% hi vivien nens de menys de 18 anys, en un 58,5% hi vivien parelles casades, en un 3,3% dones solteres, i en un 36,1% no eren unitats familiars. En el 26,8% dels habitatges hi vivien persones soles el 9,3% de les quals corresponia a persones de 65 anys o més que vivien soles. El nombre mitjà de persones vivint en cada habitatge era de 2,11 i el nombre mitjà de persones que vivien en cada família era de 2,53.
Per edats la població es repartia de la següent manera: un 14,4% tenia menys de 18 anys, un 3,6% entre 18 i 24, un 25,1% entre 25 i 44, un 38,5% de 45 a 60 i un 18,5% 65 anys o més.
L'edat mediana era de 48 anys. Per cada 100 dones de 18 o més anys hi havia 104,9 homes.
La renda mediana per habitatge era de 32.232 $ i la renda mediana per família de 40.000 $. Els homes tenien una renda mediana de 35.104 $ mentre que les dones 18.542 $. La renda per capita de la població era de 17.983 $. Entorn del 8,2% de les famílies i el 9,8% de la població estaven per davall del llindar de pobresa.